# Morimus funereus
Morimus funereus  (лат.) — вид жуков-усачей из подсемейства ламиин.
Ареал вида охватывает юго-восточную Европу, Юго-Западную Украину, Молдову, Румынию, Болгарию, Венгрию и Словакию. В Украинских Карпатах данный вид встречается в предгорных районах, в пределах юго-восточной части Черновицкой области.
Вид приурочен к лиственным лесам. Встречается на почве и прикорневых частях стволов деревьев, выгрызает кору и луб. Личинка развивается в широком спектре лиственных древесных пород.
Имаго
Характерной особенностью, которая отличает M. funereus от других видов своего и близких родов является наличие светлого с голубым оттенком густого волосяного покрова, на фоне которого резко виднеются четыре тёмных волосяных пятна. Усики длинные, их 1-й членик утолщённый, с чётким цикатриксом. Глаза очень узкие, выемчатые. Надкрылья сросшиеся по шву. Крылья рудиментарные. Заднегрудь очень короткая. Боковые холмы переднеспинки вытянуты в острую шпильку. Размеры — 18-38 мм.
Личинка
С каждой стороны головы личинки по 1 плохо заметной ячейке. Усики 3-члениковые. Гипостом чёрный. Верхняя губа овальная, широкопоперечная. Мандибулы короткие, острые, с заметно вырезанным режущим краем. Переднеспинки спереди с полоской густых щетинок. Длина — 57 мм, ширина — 9 мм.
Считается, что развитие продолжается с 3-х до 6-ти лет.
Как уязвимый вид M. funereus занесён в Красную книгу Украины (2009), Европейский красный список.